# Adolf Kolmodin
Johan Adolf Kolmodin, född 7 oktober 1855 i Visby stadsförsamling, Gotlands län, död 23 november 1928 i Uppsala domkyrkoförsamling, Uppsala län, var en svensk teolog och präst.

## Biografi
Kolmodin var son till handlanden Carl Johan Kolmodin i Visby och Anna Maria Mårtensdotter Lyth. Kolmodin blev docent i teologi i Uppsala 1890 och extraordinarie professor i exegetik där 1903 samt ordinarie 1909, innan han erhöll avsked för att tillträda tjänsten som föreståndare för Fjellstedtska skolan 1920.
Kolmodin var under lång tid knuten till Evangeliska Fosterlandsstiftelsens missionsinstitut, numera Johannelunds teologiska högskola. Han var lärare 1879–1893, föreståndare 1893–1903 samt inspektor 1903–1909. 1908-09 företog han en inspektionsresa till Ostafrika. Sin tjänst i Evangeliska fosterlandsstiftelsen lämnade Kolmodin med anledning av en schism angående en av Kolmodins skrifter, Kristendomen och den urkristna församlingens bibel (1908), som ansågs företräda en alltför modern teologi, se Bibeltrogna vänner. Bland Kolmodins arbeten märks kommentarer till flera bibelböcker, alla präglade av en konservativ inställning. En viktig insats gjorde Kolmodin under 1900-talets första decennier då han gick i spetsen för införandet av det akademiska forskarämnet missionsvetenskap vid de svenska universiteten.  Hn redigerade Svensk missionstidskrift 1912–1928.
Kolmodin gifte sig 1882 med Maria Sofia Eleonora (Nelly) von Post (1858–1944) och var far till bland annat Johannes, Lennart, Gustaf och Rudolf Kolmodin. Kolmodin avled 1928 och gravsattes på Uppsala gamla kyrkogård.